# Су-35
Су-35 (по кодификации НАТО: Flanker-Е+ — «Фланкер-Э+») — российский многоцелевой сверхманёвренный истребитель с управляемым вектором тяги поколения 4++.
Су-35 разработан в ОКБ Сухого, в 2008 году. Один из основных истребителей ВВС России в настоящее время, в 2018 году презентовался как «переходное звено» между истребителями Су-27 и Су-57. Серийный истребитель для ВКС ВС России носит название Су-35С. А ранее на международных авиасалонах под индексом «Су-35» экспонировался самолёт Су-27М.

## История
Су-35 является глубокой модернизацией платформы Т-10С (первоначально программа модернизации самолёта Су-27 называлась «Су-35БМ» — большая модернизация)[уточнить].
Сборка первого опытного самолёта Су-35 (б/н 901) была завершена летом 2007 года на «КнААПО им. Ю. А. Гагарина», после чего машина была представлена на авиасалоне МАКС-2007 на статической стоянке.
Первый полёт опытного Су-35 с двигателями ОКБ им. А.Люльки — филиала ПАО «ОДК-УМПО» АЛ-41Ф-1С состоялся 19 февраля 2008 года в ЛИИ им. Громова. Самолёт пилотировал Заслуженный лётчик-испытатель РФ Сергей Богдан.
В 2009 году был заключён первый контракт на поставку ВВС России 48 истребителей Су-35С на общую сумму 66 млрд руб. в 2012—2015 годах. К концу 2015 года изготовлено 48 истребителей. В декабре 2015 года подписан второй контракт на поставку 50 единиц в ВКС РФ до 2020 года на сумму 100 млрд руб.
В ноябре 2015 года правительство Индонезии утвердило закупку 12 истребителей Су-35. В 2019 году контракт был расторгнут со стороны Индонезии.
В 2015 году подписан договор на поставку 24 истребителей Су-35 в Китай; в 2016 году переданы первые 4 машины, в 2017—2018 годах ещё по 10; поставка завершена, но контракт будет выполнен до конца 2020 года.

## Конструкция

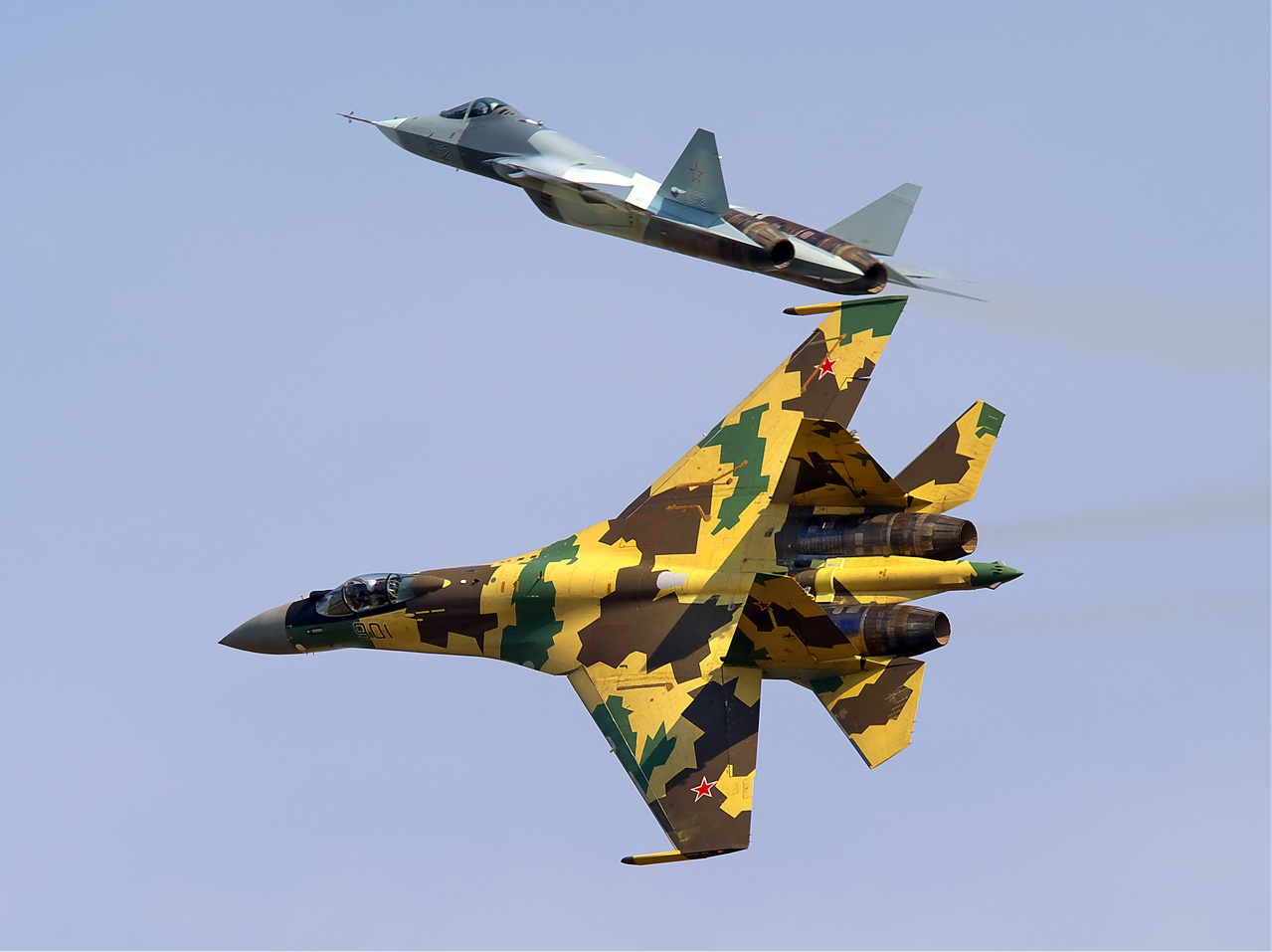
Российские Су-35 (внизу) и Су-57 (вверху) — истребитель пятого поколения в полёте

Истребитель Су-35 является глубокой модернизацией Су-27. Он имеет в значительной степени новый усиленный планер; в отличие от старого Су-27М, не имеет переднего горизонтального оперения (ПГО) и тормозного щитка (торможение при посадке осуществляется отклонением рулей направления от продольной оси).
Согласно заявлению КБ «Сухой», назначенный ресурс Су-35 (кроме двигателей) — 6000 лётных часов или 30 лет. Заявленный назначенный ресурс двигателей — 4000 часов.

### Планер
См. планер Су-27
Планер Су-35: кромки планера покрываются материалами, снижающими эффективную площадь рассеяния. Фонарь кабины имеет токопроводящее напыление.

### Двигатели

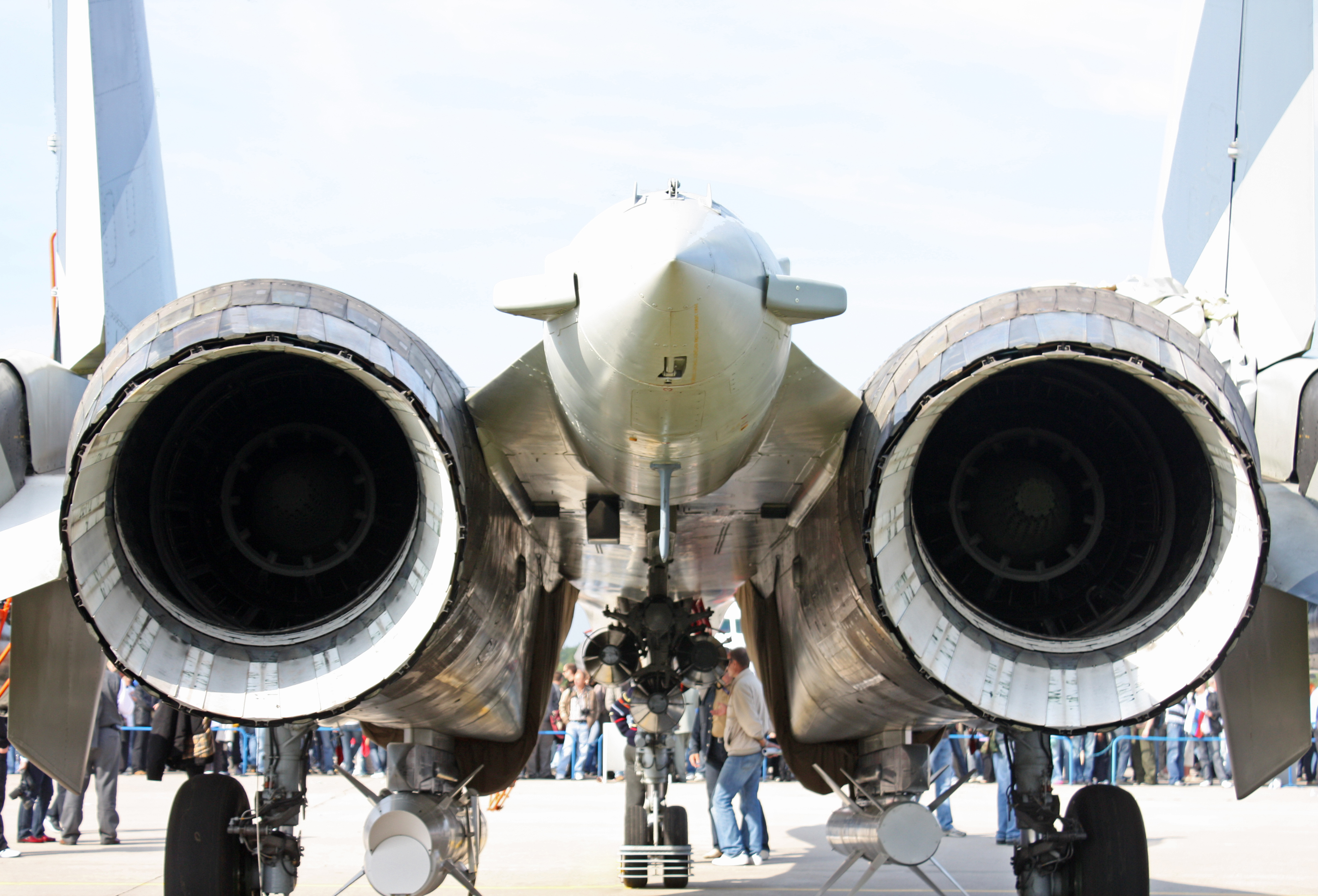
Двигатели АЛ-41Ф-1С с УВТ

На Су-35 установлены два двухконтурных турбореактивных двигателя АЛ-41Ф-1С разработки ОКБ им. А. Люльки — филиала ПАО «ОДК-УМПО» с форсажной камерой, плазменной системой зажигания и всеракурсно управляемым вектором тяги (УВТ).
Данные двигатели являются «упрощённым» вариантом АЛ-41Ф-1 — двигателя первого этапа истребителя пятого поколения. От него АЛ-41Ф-1С отличает сниженная форсажная и бесфорсажная тяга и применение электронно-механической системы управления. Форсажная тяга каждого двигателя АЛ-41Ф-1С составляет 14 500 кгс, в бесфорсажном режиме максимальная тяга составляет 8800 кгс. С целью увеличения числа ракурсов отклонения тяги двигателя и создания псевдо-всеракурсности оси поворота отклоняемых сопел наклонены, что хорошо видно на фотографии (сопла при этом отклоняются вниз-внутрь и вверх-наружу).
- Ресурс 4000 часов, межремонтный 1000 часов[13].

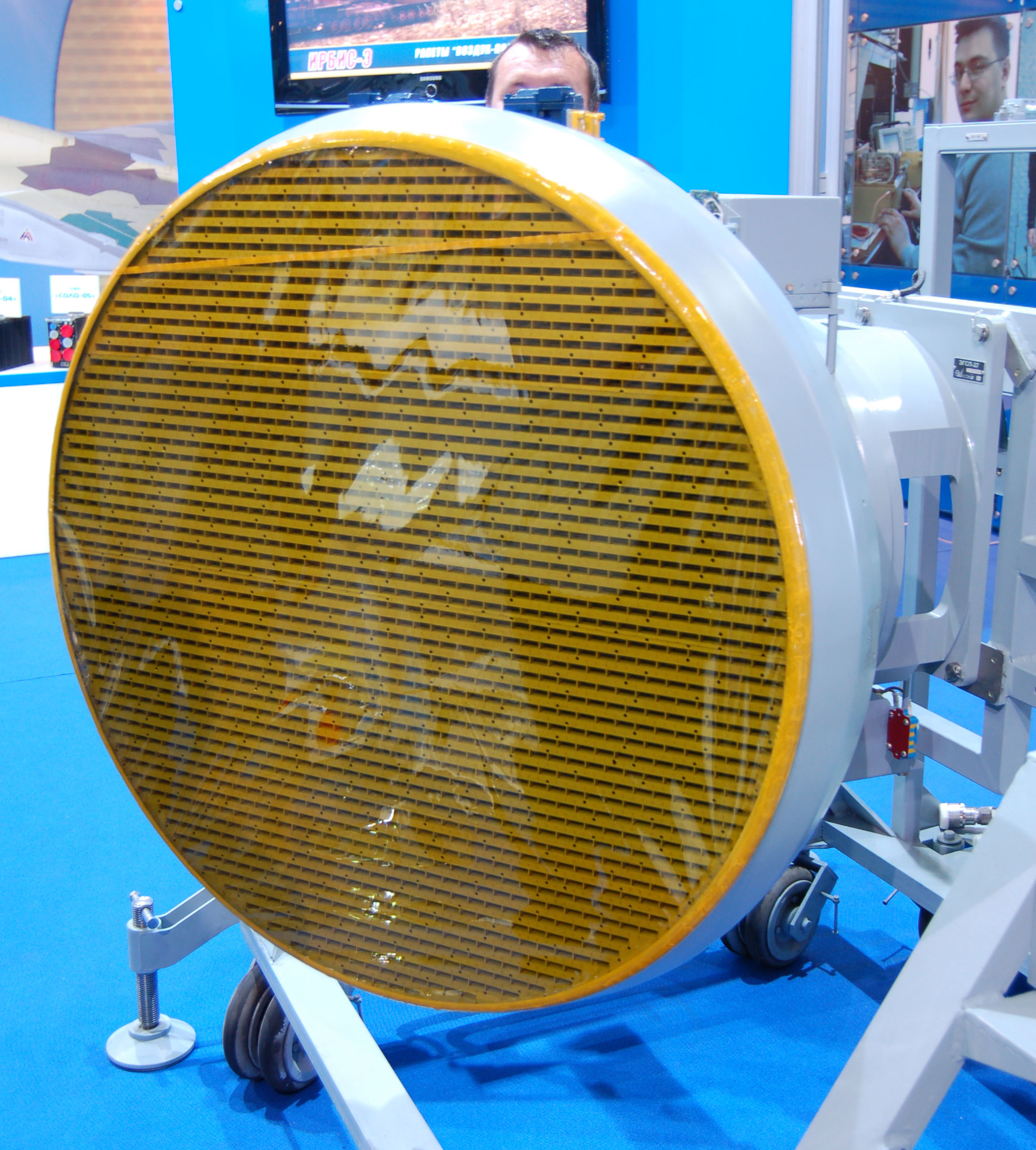
РЛС Н035 Ирбис с ПФАР

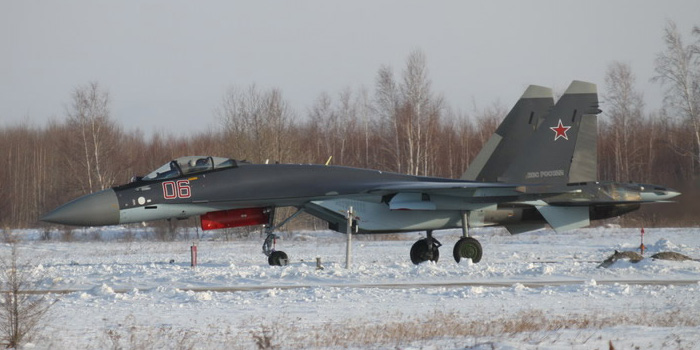
Су-35С ВВС России в окраске, принятой с 2010 по 2013 год

ВГТД ТА14-130-35 — вспомогательный (ВСУ) газотурбинный двигатель с эквивалентной мощностью 105 кВт. Обеспечивает кондиционирование кабины и отсеков самолёта и электропитание переменным током 200/115 В мощностью до 30 кВА бортовых потребителей.

### Авионика
На Су-35С установлена комплексная система управления КСУ-35.
Установлена РЛС с фазированной антенной решёткой «Н035 Ирбис», которая имеет дальность обнаружения целей с ЭПР 0.01 м² до 100 км; ЭПР 0.1 м² до 160 км; ЭПР 1 м² до 270 км; ЭПР 3 м² до 400 км антенная система L-диапазона, которая имеет дальность обнаружения целей с ЭПР 0.01 м² до 130 км.
В дополнение к радиолокационным средствам используется оптико-локационная станция и ОЭИС.
Вместо традиционных штанг ПВД использованы невыступающие в поток датчики системы СИ ВСП-35, что позволило избавиться от непрозрачного для радиоволн «пятачка» на носовом обтекателе и выровнять диаграмму чувствительности РЛС.
Самолёт оснащается средствами радиоэлектронной борьбы, а также может оснащаться станциями групповой радиоэлектронной защиты.
Кабина пилота оборудована тремя дисплеями с возможностью работы в многоэкранном режиме и голографическим индикатором на лобовом стекле.
Самолёт оборудован системой предупреждения об облучении Л-150-35 (вариант исполнения Л-150 (СПО)).
Оборудован системой оптической передачи данных для связи между самолётами группы при полёте в режиме радиомолчания. Приёмники/передатчики этой системы в виде коротких полос по бокам кабины, на килях и законцовках крыльев являются одним из наиболее заметных внешне отличий от предыдущих модификаций.

## Модификации
Су-35БМ — первоначальное название программы модернизации самолёта Су-27 — «большая модернизация». В дальнейшем пошёл в серию как Су-35.
Су-35C — глубоко модернизированный сверхманевренный многофункциональный истребитель поколения «4++». В нём использованы технологии пятого поколения, обеспечивающие превосходство над истребителями аналогичного класса. Отличительными особенностями самолёта являются новый комплекс авионики на основе цифровой информационно-управляющей системы, интегрирующей системы бортового оборудования, новая радиолокационная станция (РЛС) с фазированной антенной решёткой с большой дальностью (самолёты могут распознавать цели на расстоянии до 350 километров) обнаружения воздушных целей с увеличенным числом одновременно сопровождаемых (сопровождать до 30 целей) и обстреливаемых целей (одновременно обстреливать в дальнем воздушном бою до восьми объектов), новые двигатели с увеличенной тягой и поворотным вектором тяги. Су-35С совершил первый полёт в феврале 2008 года.

## Тактико-технические характеристики
Источники:.
Технические характеристики
- Экипаж: 1 человек
- Длина: 21,9 м
- Размах крыла: 14,75 м
- Высота: 5,9 м
- Площадь крыла: 62,04 м²

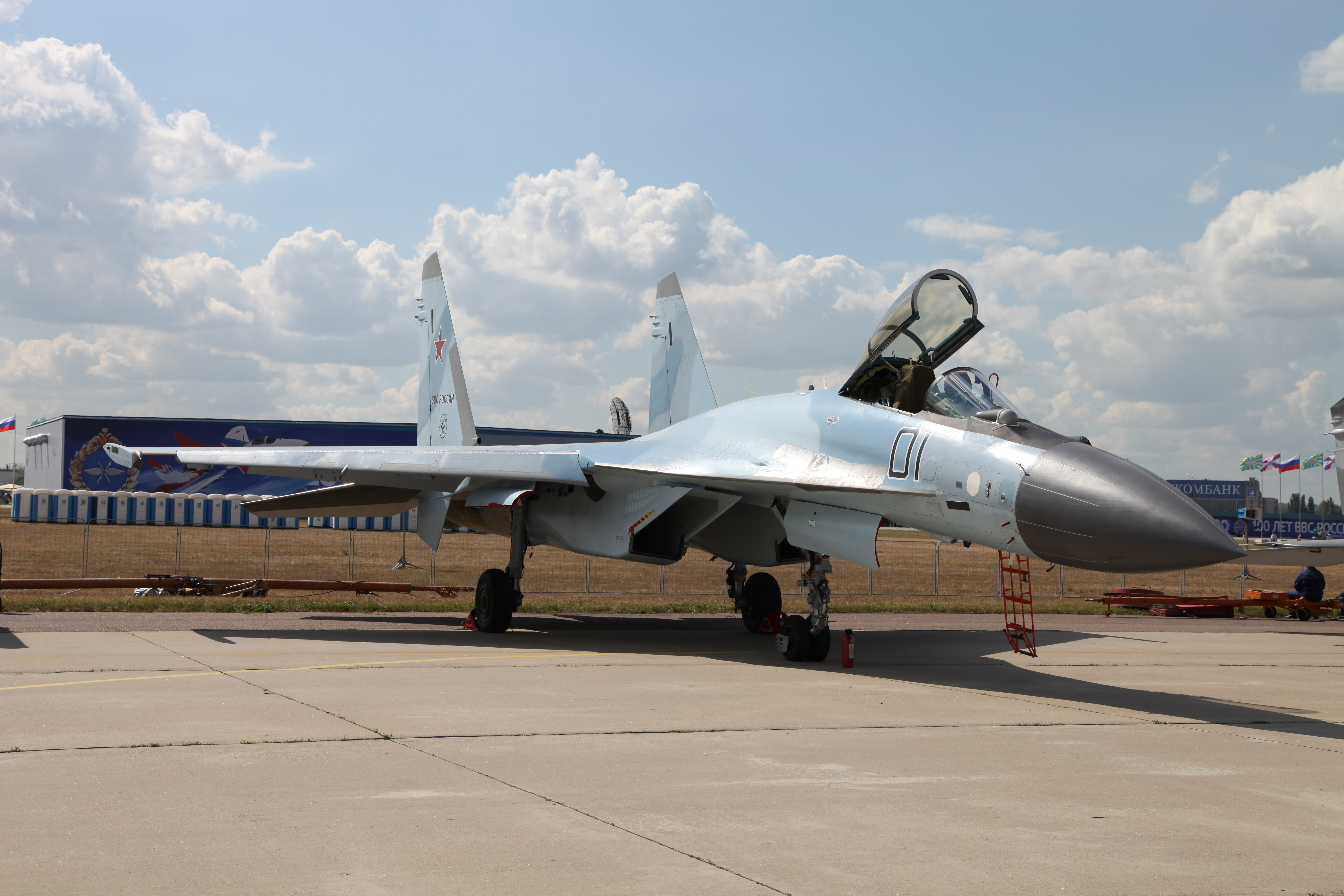
Су-35С на праздновании столетия ВВС России

- Угол стреловидности по передней кромке: 42°
- Шасси: трёхопорное, с передней стойкой, убирающейся против полёта
- Масса:
  - пустого: 19 000 кг[23]
  - нормальная взлётная масса (2 × Р77 + 2 × Р-73Э): 25 300 кг
  - максимальная взлётная масса: 34 500 кг
  - масса топлива: 11 500 кг
- Двигатель:
  - тип двигателя: турбореактивный двухконтурный с форсажной камерой и управляемым вектором тяги (ТРДДФ с ОВТ)
  - модель: «АЛ-41Ф1С»
  - тяга:
    - максимальная: 2 × 8800 кгс
    - на форсаже: 2 × 14 500 кгс[24]

  - управление вектором тяги:
    - углы отклонения вектора тяги: ±15° в плоскости
    - скорость отклонения вектора тяги: 60 °/с

  - масса двигателя: 1520 кг
- ЭПР: 0,5—2 м² (без подвесок оружия и баков)[22]

## Лётные характеристики
Источник: КнААЗ
- Максимальная скорость:
  - у земли: 1400 км/ч (M=1,15)
  - на высоте: 2500 км/ч (M=2,3)
  - бесфорсажная: 1300 км/ч (M=1,1)
- Разгонные характеристики[26]:

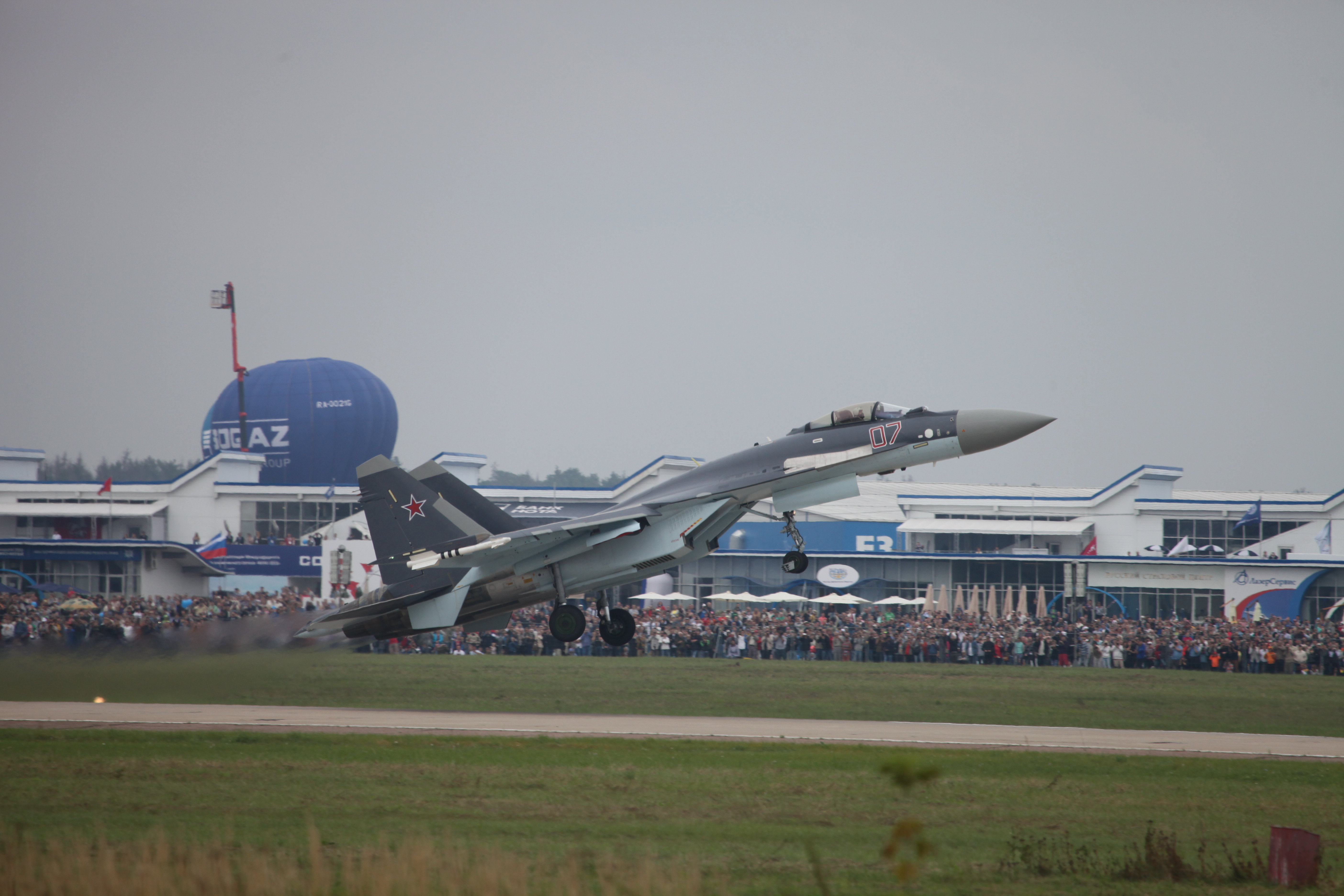
Су-35С на МАКС-2013.

Время разгона на высоте 1000 м, при остатке топлива 50 % от нормальной заправки, секунд
| от 600 км/ч до 1100 км/ч  | 13,8 |
| ------------------------- | ---- |
| от 1100 км/ч до 1300 км/ч | 8    |

- Дальность полёта:
  - у земли (высота — 200 м, скорость — M=0,7): 1580 км
  - на высоте:
    - без ПТБ: 3600 км
    - с 2 ПТБ-2000 л: 4500 км
- Практический потолок: 20 000 м
- Скороподъёмность: 280 м/с
- Длина:
  - разбега (полный форсаж): 450 м
  - пробега (с нормальной взлётной массой, тормозным парашютом, использованием тормозов): 650 м
- Тяговооружённость (у земли, при н. у.):
  - при нормальной взлётной массе: 1,1
  - при максимальной взлётной массе: 0,811
- Нагрузка на крыло:
  - при нормальной взлётной массе: 410 кг/м²
  - при максимальной взлётной массе: 611 кг/м²

## Вооружение
источник

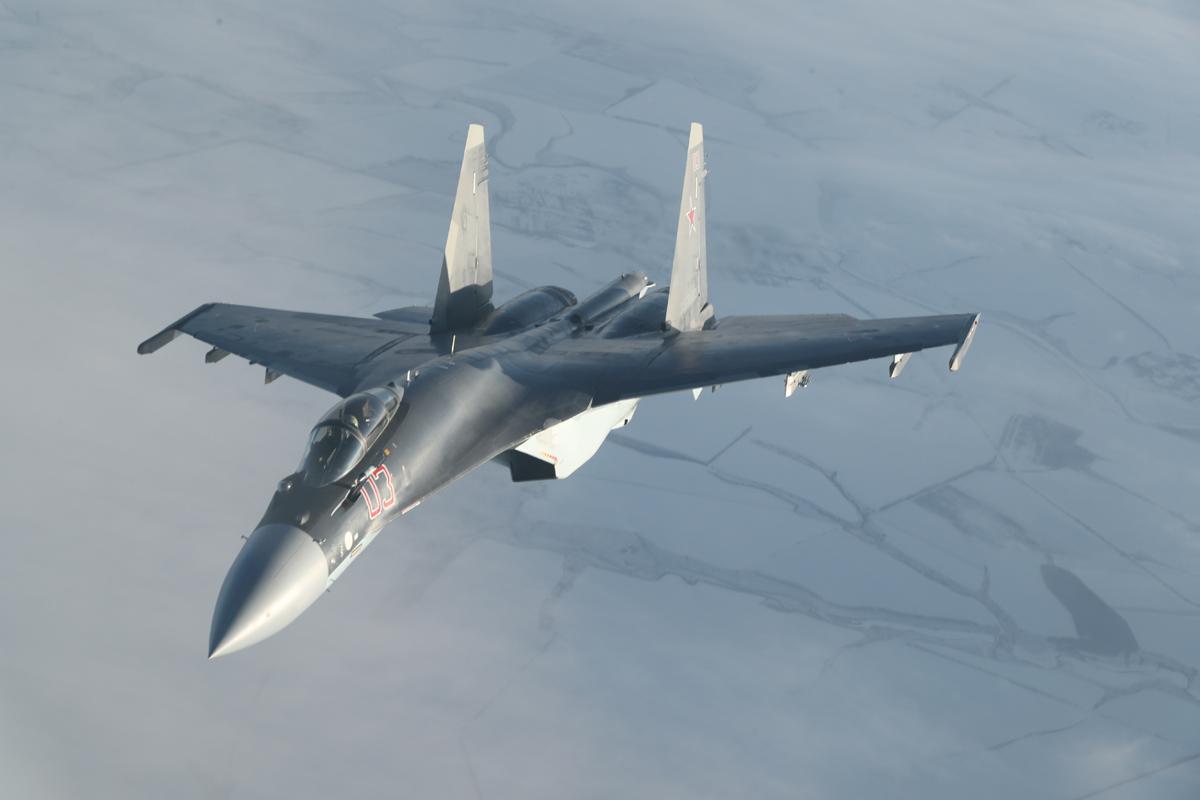
Су-35С Липецкого авиацентра 16 января 2018 г.

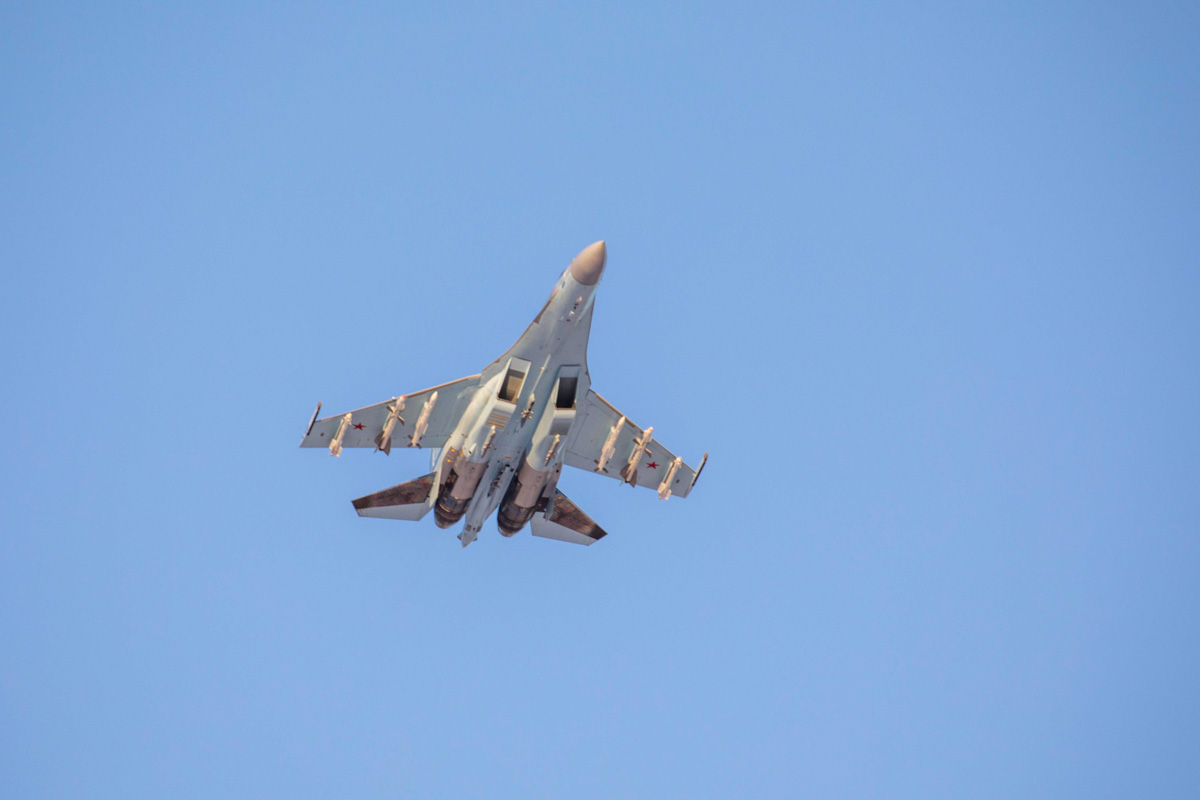
Су-35С 790-го иап в Тверской области, февраль 2020

- Пушечное: 30 мм авиационная пушка ГШ-30-1 150 снарядов
- Боевая нагрузка: 8000 кг
- Узлов подвески вооружения: 12
- Вооружение:
  - Воздух-воздух:
    - средней дальности:
      - до 12 х Р-77-1;
      - до 2 х Р-27ЭТ;

    - малой дальности:
      - 6 × Р-73(РВВ-МД)

    - большой дальности:
      - 4 × Р-37M(РВВ-БД)

  - Воздух-земля:
    - Противокорабельные ракеты:
      - 6 × Х-31, Х-35У или 2 × Х-59М
      - Ракета воздух-земля большой дальности

    - Высокоточные боеприпасы:
      - 6 × Х-29Т или Х-38Мхх;
      - 5 х Х-59МК;
      - 8 × КАБ-500КР(ОД);
      - 3 x КАБ-1500КР(ЛГ);

    - Неуправляемые боеприпасы:
      - 6 С-25 (НАР)
      - 6 С-8

## Авионика

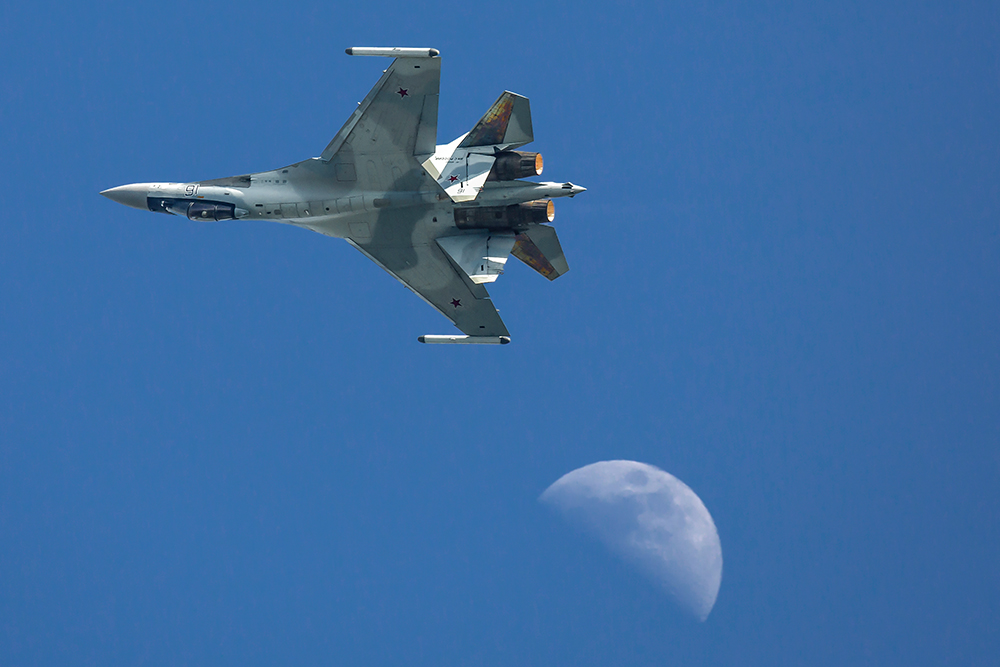
Пилотаж Су-35С, бортовой номер 16 (2019)

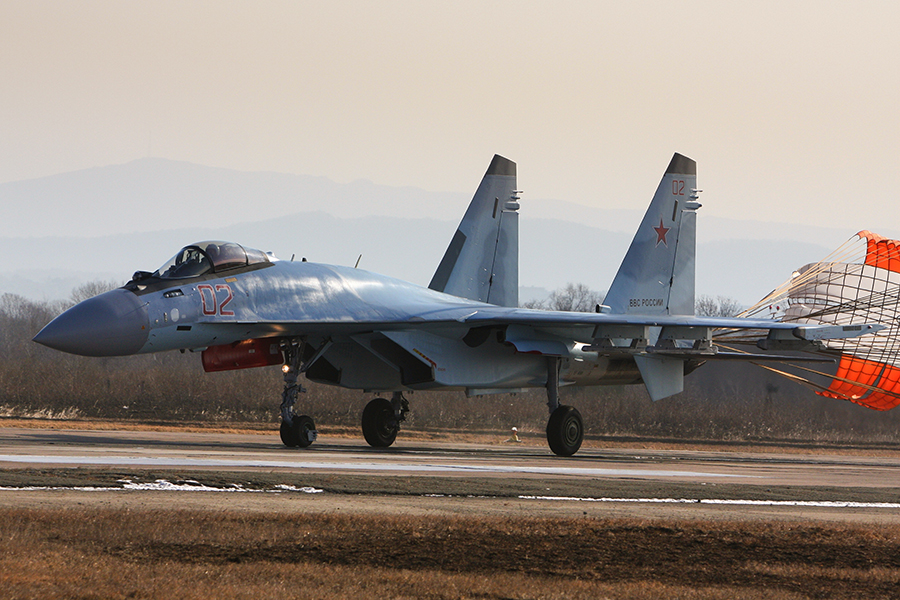
Приземление Су-35С 22-го иап. 15 января 2016.

На истребителях Су-35С используется радиолокационная станция с фазированной антенной решёткой Н035 Ирбис.
Характеристики РЛС:
- Диапазон частот: X (8—12 ГГц)
- Диаметр ФАР: 900 мм
- Углы обзора: ±60° (электронное), ±120° (с гидроприводом)
- Средняя мощность: 5000 Вт
- Пиковая мощность: 20 000 Вт
- Дальность обнаружения целей:
  - с ЭПР 0,01м²: до 90 км[29]
  - с ЭПР 0,01 м² на встречных ракурсах 100 км;[16]
  - с ЭПР 0,1 м² на встречных ракурсах 160 км;[16]
  - с ЭПР 1 м² на встречных ракурсах 270 км;[16]
  - крупного корабля 400 км, катера 120 км[30]
  - с ЭПР 3 м²:
    - на встречных курсах: 350—400 км (в зоне 100 кв. градусов, на фоне неба)
    - на догонных: 150 км[31]
- Цели:
  - Обнаружение и целеуказание: 4 наземные или 30 воздушных
  - Одновременный обстрел: ракетами с полуактивной головкой самонаведения (Р-27Р, Р-27ЭР) — не более 2 целей; ракетами с активной головкой самонаведения (Р-77, РВВ-АЕ, РВВ-СД) — не более 8.
- ОЛС позволяет сопровождать 4 воздушные цели на дальности до 80 км. Су-35 имеет систему предупреждения о ракетном нападении (датчики ИК-диапазона).
- В самолёте возможно применение подвесных контейнеров РЭБ.

## Производство
В 2009 году «Сухой» заключил соглашение с Министерством обороны на поставку 48 истребителей Су-35С, срок поставки — к концу 2015 года в ВВС России должны были поступить 48 таких истребителей.
В декабре 2015 года подписан второй контракт на поставку в ВКС РФ 50 единиц, до 2020 года.
Точная себестоимость производства одного Су-35 неизвестна. Однако, по словам бывшего главкома ВКС РФ, генерал-полковника Виктора Бондарева, стоимость одного Су-35 превышает 1 млрд рублей.
По состоянию на февраль 2019 года разработка и государственные испытания Су-35С завершены и в войсковой эксплуатации находится более 60 машин. Первый гособоронзаказ на 48 единиц выполнен в 2015 г. Второй гособоронзаказ на 50 Су-35С выполнен на 100 % — 50 ед.(ноябрь 2020 г.). «Русские витязи» — 8 единиц на ноябрь 2020 года.

## Экспорт
В ноябре 2015 года подписан контракт на поставку 24 истребителей Су-35 в Китай; стоимость контракта — около 2,5 млрд долл Последние машины были переданы заказчику в ноябре 2018 года.
- В феврале 2018 года подписан контракт на поставку 11 истребителей в Индонезию; стоимость контракта — 1,1 млрд долл[41]. В октябре газета «Коммерсантъ» сообщила, что отправка Су-35 в Индонезию откладывается в связи с давлением на Джакарту со стороны США; по данным газеты, первые самолёты должны были прийти в Индонезию уже к октябрю, однако этого не произошло[42]. Позже ТАСС сообщило, что поставки Су-35 из РФ в Индонезию не намечались на октябрь[43]. Глава военного ведомства республики Риамизард Риачуду сообщил, что реализация контракта продолжится несмотря на санкции в отношении РФ[44]. Индонезийский посол в РФ Мохамад Вахид Суприяди сообщил, что соглашение подписано и поставки истребителей Су-35 в Индонезию могут начаться в 2019 году[45]. 12 марта 2020 года агентство Bloomberg сообщило, что Индонезия отказалась от покупки Су-35 из-за давления США[46][47].
- В 2018 году подписан контракт на поставку 24 истребителей в Египет; стоимость контракта — 2 млрд долл[48] С 2021 года данный контракт находится в тупике или отменен, из-за боязни Египта попасть под санкции CAATSA, а также постоянных запросов продления сроков поставки Россией[49][50].
- Малайзия и Индия также могут приобрести самолёты Су-35 (последняя в настоящее время проводит тендер на приобретение 114 многофункциональных истребителей; основным соперником выступает F-15EX[51]), потенциальные заказчики активизировались после успешного применения этой техники Воздушно-космическими силами России в Сирии[52].
- В 2023 году стало известно о закупке партии истребителей Су-35 Ираном[53][54].
  - В апреле 2023 года первые три истребителя-бомбардировщика Су-35С (из 24, как ожидается) прибыли на авиабазу Мехрабад. Эти самолёты первоначально предназначались для Египта, но под нажимом США Египет отказался от контракта (запрет на продажу обычных вооружений Ирану был снят в соответствии с резолюцией 2231 Совета Безопасности ООН)[55].
  - Как сообщается Су-35 были доставлены в разобранном виде с помощью военно -транспортных самолётов Ан-124 в аэропорт Мехрабад в Тегеране. По данным издания иранские Су-35СЭ будут базироваться на 3-й тактической авиабазе около города Хамадан.
  - Также Flug Revue указывает, что Иран увеличил число заказанных Су-35СЭ «с 25 до 50 самолетов».

## На вооружении
- ВКС России — 111 единиц на 2024 год[56].
  - 790 ИАП (Хотилово) — 12 единиц на ноябрь 2019 года.
  - 159 ИАП (Бесовец) — 24 единицы.
  - 23 ИАП (Дзёмги) — 24 единицы.
  - 22 ИАП (Центральная Угловая) — 12 единиц[57]
  - Пилотажная группа «Русские Витязи» (Кубинка) — 8 единиц
  - 929 Государственный лётно-испытательный центр имени В. П. Чкалова (Ахтубинск) — 6 единиц
  - 929 Государственный лётно-испытательный центр имени В. П. Чкалова (Жуковский (Раменское)) — 4 единицы
  - 4-й Центр боевого применения и переучивания лётного состава (Липецк) — 11 единиц
  - Авиационная группа ВКС России в Сирии (Хмеймим) — 4 единицы[a]
- ВВС НОАК — 24 единицы на 2022 год[58]

- Провинция Гуандун (Суцзи), 6-я бригада ВВС — 24 единицы.

## Боевое применение
1 февраля 2016 года было объявлено о том, что Россия перебросила на авиабазу Хмеймим в Сирии четыре истребителя Су-35С, по состоянию на 2022 год в Сирии размещается 6 единиц Су-35.

### Вторжение России на Украину
Самолёт Су-35 применяется ВКС России во время вторжения России на Украину, в том числе для подавления средств украинской ПВО и запуска противорадиолокационных ракет Х-31П и Х-58; военные эксперты отмечают, что это не привело к большому количеству реальных поражений целей. По состоянию на 3 июня 2022 года уничтожено не менее двух Су-35; по заявлению украинской стороны, один — в воздушном бою с МиГ-29 ВВС Украины, и один — с помощью ЗРК С-300.
Сообщается, что обломки и детали Су-35 были доставлены в Лабораторию оборонной науки и техники министерства обороны Великобритании, где были изучены британскими и американскими представителями. После первоначального анализа в Великобритании, обломки перевезли в Неваду, для более детального изучения.
13 мая 2023 года один Су-35 был сбит в посёлке Сурецкий Муравей Брянской области, находясь в составе авиагруппы с истребителем-бомбардировщиком Су-34 и двумя вертолётами Ми-8 ВКС России (остальные воздушные суда также предположительно были сбиты; все члены экипажей погибли).
28 сентября 2023 года российский Су-35 был сбит под украинским Токмаком, оккупированным Россией — в 20 километрах от фронта; согласно информации Министерства обороны Великобритании, а также украинским и российским источникам, самолёт был поражён дружественным огнём российской ПВО.
19 февраля 2024 года российский Су-35 был сбит над Азовским морем близ оккупированного Мариуполя, пилот капитан Фёдор Грабовецкий катапультировался, но погиб от переохлаждения в ледяной воде.
7 июня 2025 года российский Су-35 был сбит в Курской области, пилот успешно катапультировался.

## Аварии и происшествия
- 26 апреля 2009 года на аэродроме «Дзёмги» в Комсомольске-на-Амуре потерпел аварию третий лётный экземпляр (прототип) Су-35-4 б/н 904. При скоростной пробежке с использованием форсажа самолёт сошёл со взлётно-посадочной полосы и столкнулся с препятствием. Причиной аварии стал отказ системы управления двигателем, вследствие чего не был отключён форсаж. Лётчик-испытатель Евгений Фролов успел катапультироваться[78][79][80].
- 22 сентября 2020 года Су-30М2 ВВС России (бортовой номер «60 красный») был случайно сбит истребителем Су-35С (бортовой номер «24 красный») из встроенной 30 мм авиационной пушки ГШ-30-1 в ходе учебно-тренировочного полёта над лесистой и безлюдной местностью Тверской области, Российской Федерации, Западного военного округа, Вооруженных Сил Российской Федерации. Лётчики успешно катапультировались. Жертв и пострадавших на земле нет. Оба самолёта взлетели с аэродрома Хотилово. Су-30М2 (бортовой номер «60 красный») имел регистрационный номер RF-95869, заводской номер 79810388415 и был построен в 2014 году. А принадлежал 3-му смешанному авиационному полку 1-й смешанной авиационной дивизии 4-й Краснознамённой армии ВВС и ПВО Южного военного округа, с дислокацией на аэродроме Крымск (Краснодарский край). Су-35С (бортовой номер «24 красный») был построен в 2019 году и принадлежал 790-му истребительному авиационному полку 105-й гвардейской смешанной авиационной дивизии 6-й Ленинградской Краснознамённой армии ВВС и ПВО Западного военного округа, дислоцированного на аэродроме Хотилово в Тверской области[81].
- 31 июля 2021 года Су-35С 23-го истребительного авиационного Таллинского полка вылетел с аэродрома «Дзёмги» в Комсомольске-на-Амуре. Спустя четыре минуты после начала полёта лётчик катапультировался, а самолёт продолжил движение в сторону острова Сахалин. Позднее истребитель потерпел крушение на острове Сахалин. В результате случившегося пострадавших и разрушений нет[82].

## Галерея

Су-35 на авиасалоне МАКС-2009
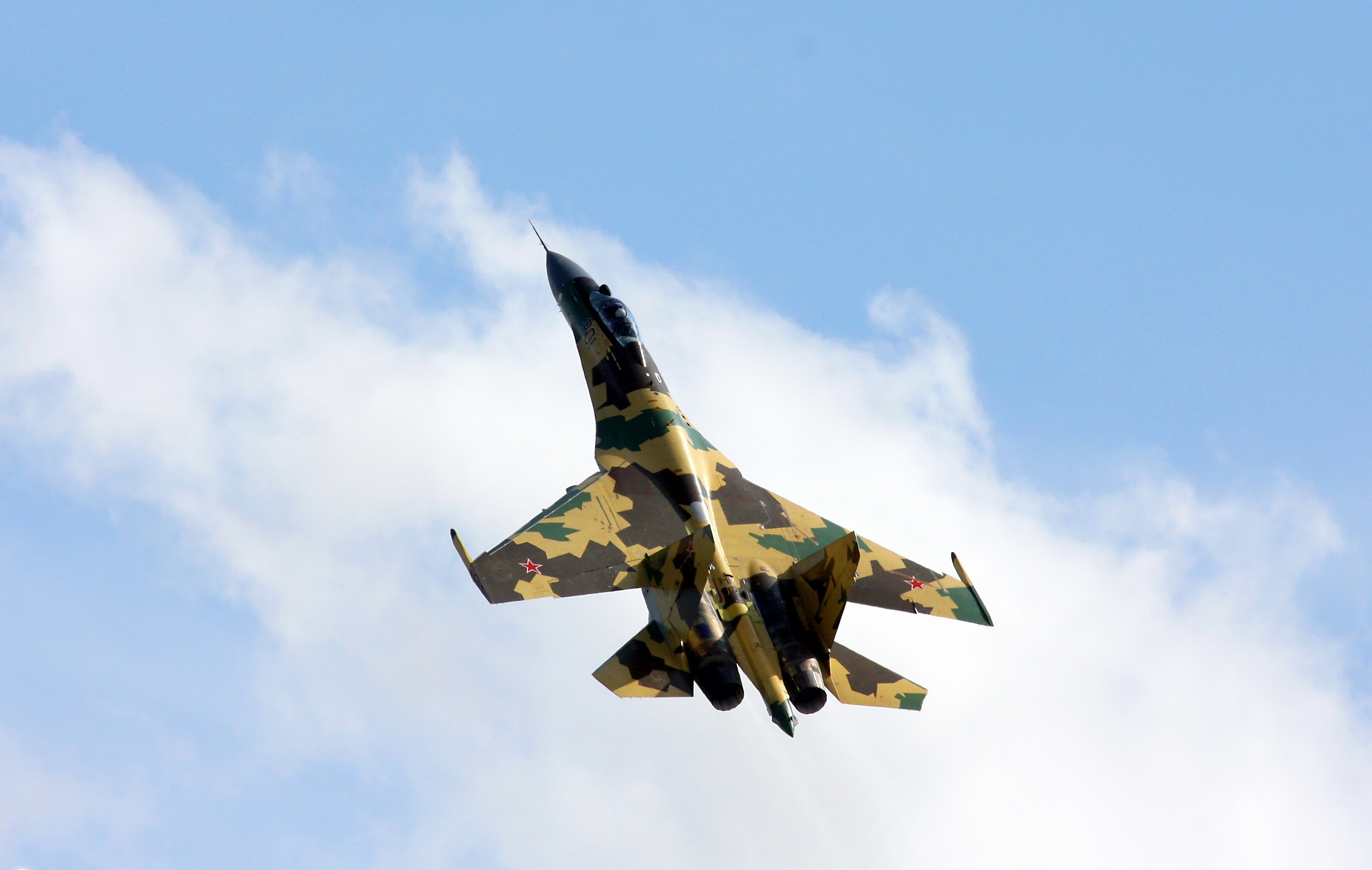
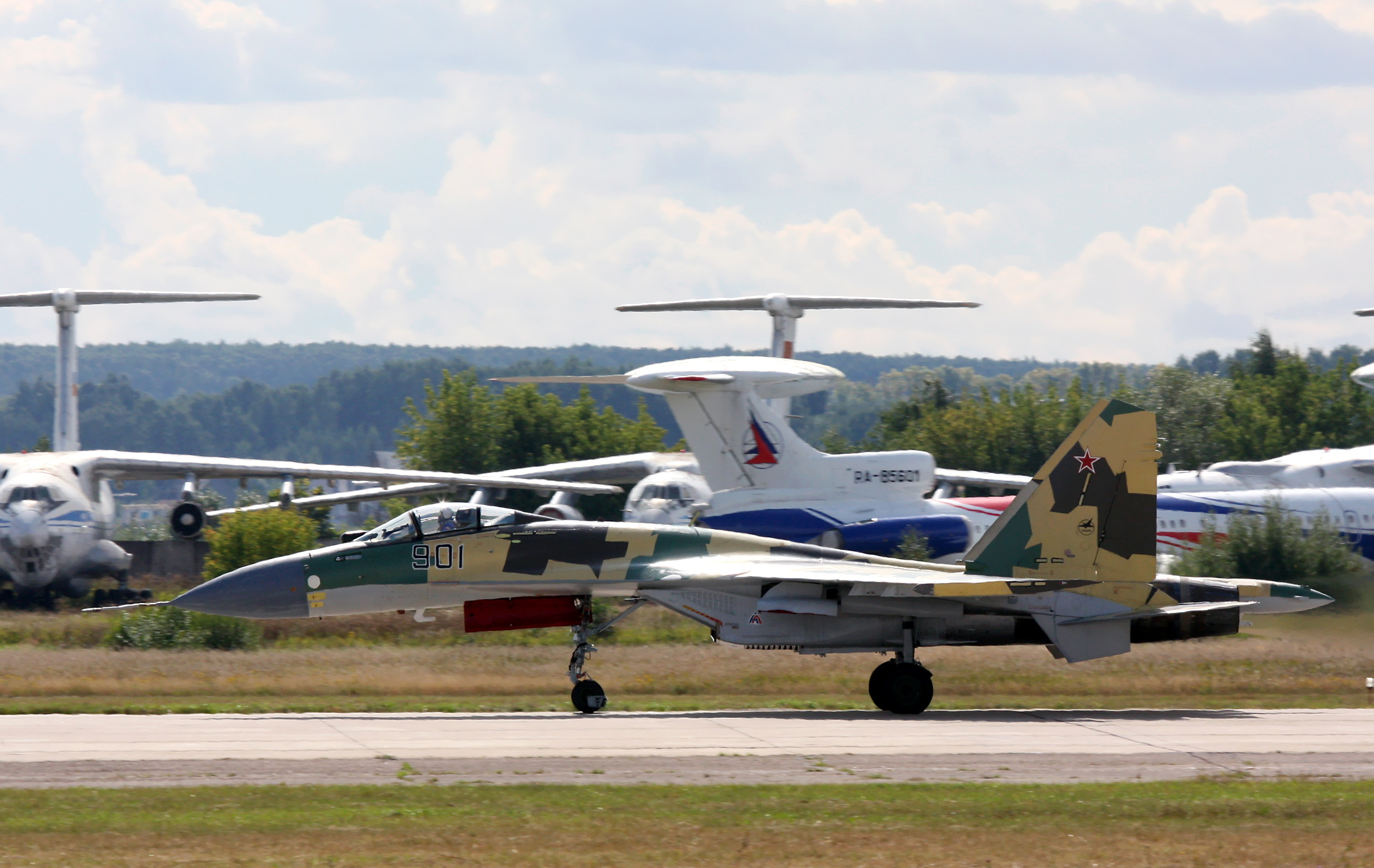
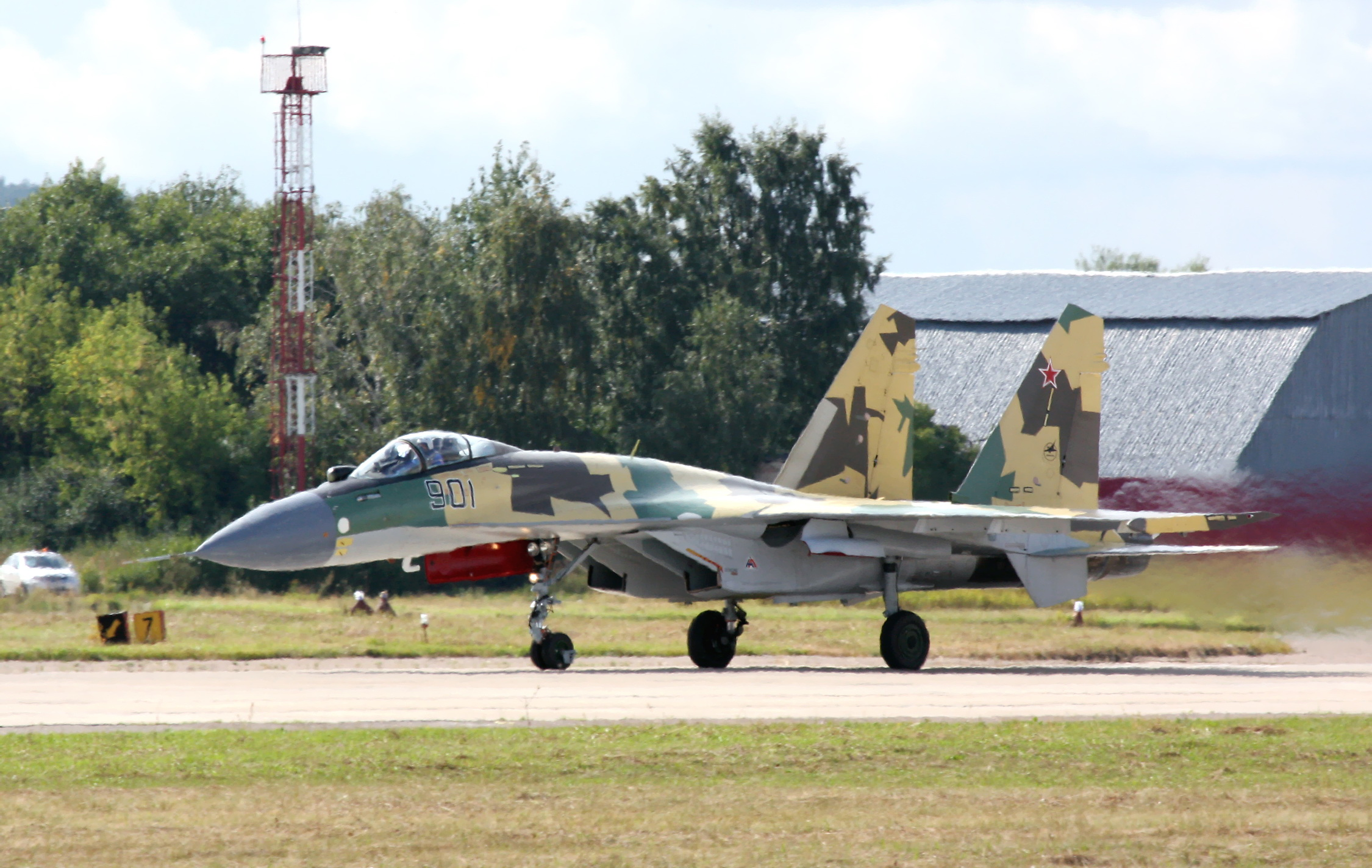
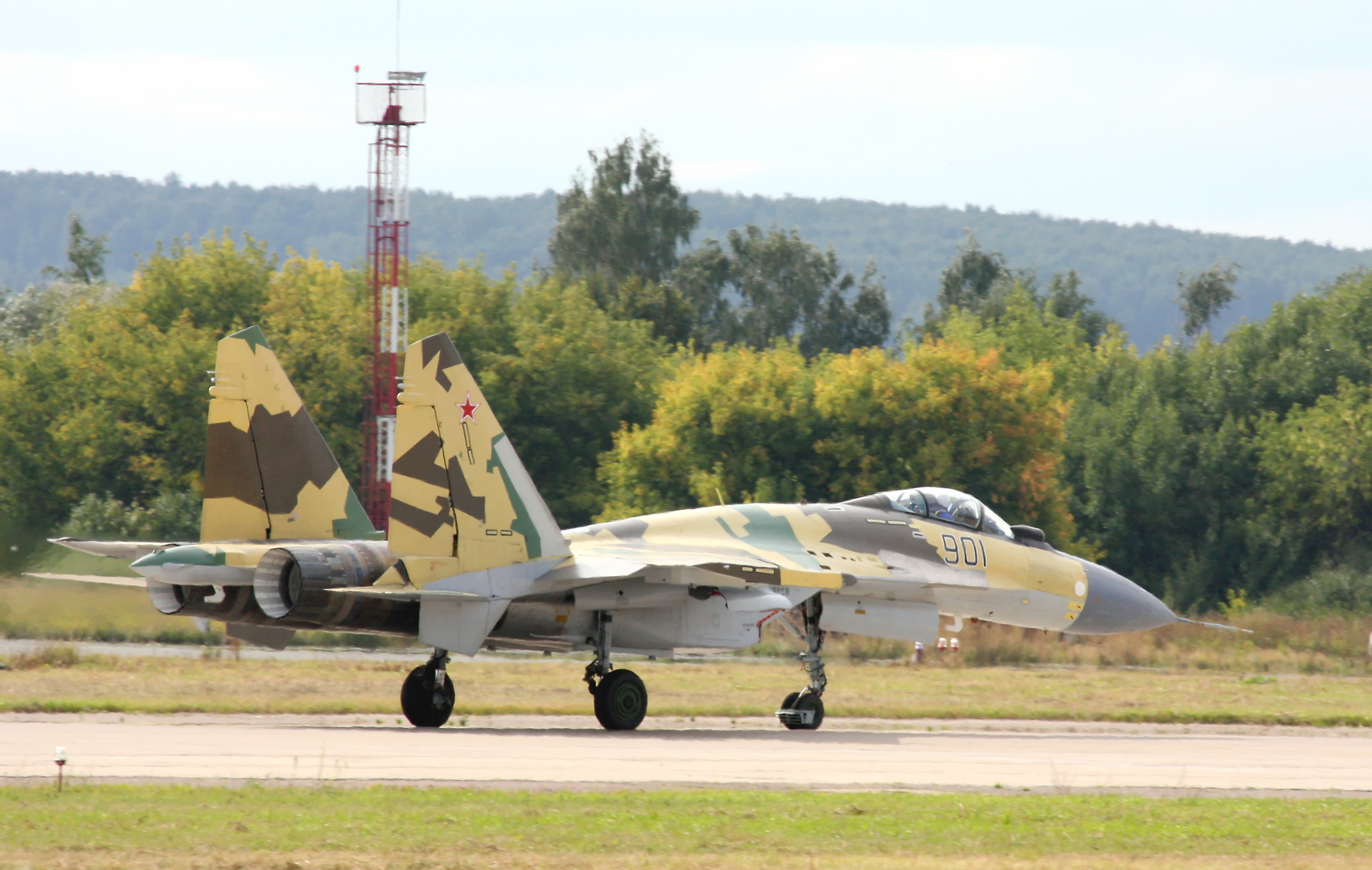

Су-35С на праздновании столетия ВВС России
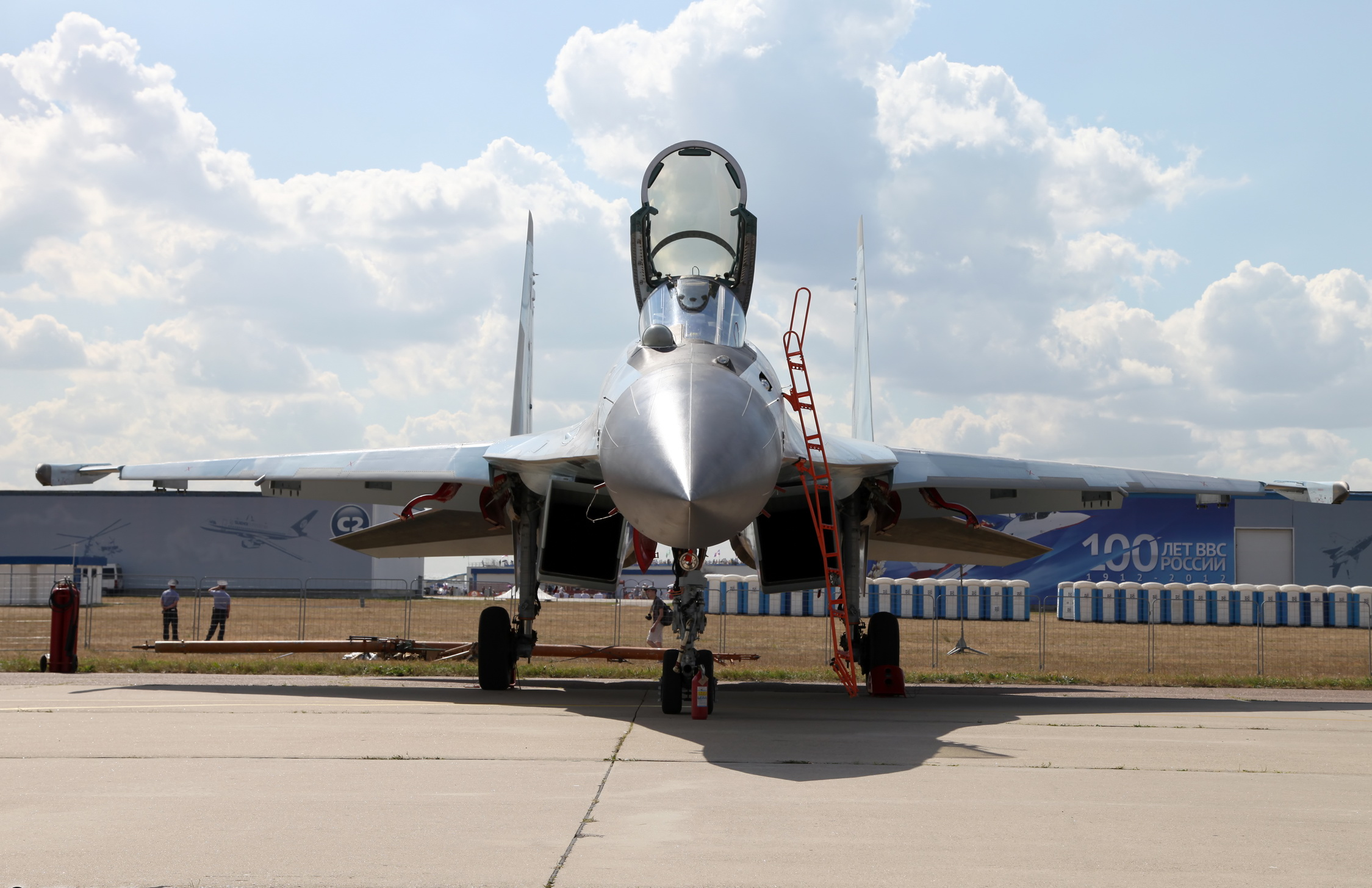
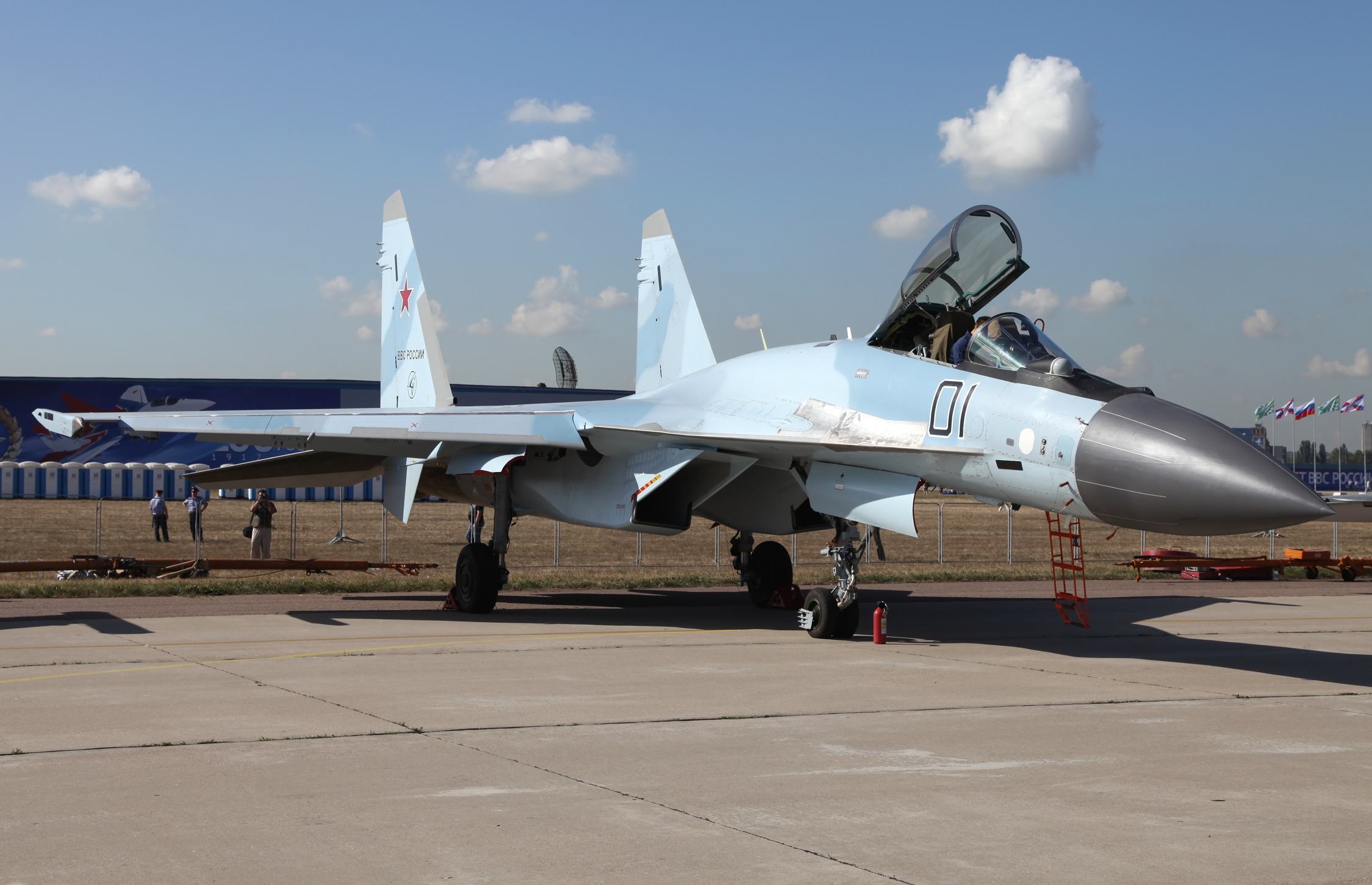
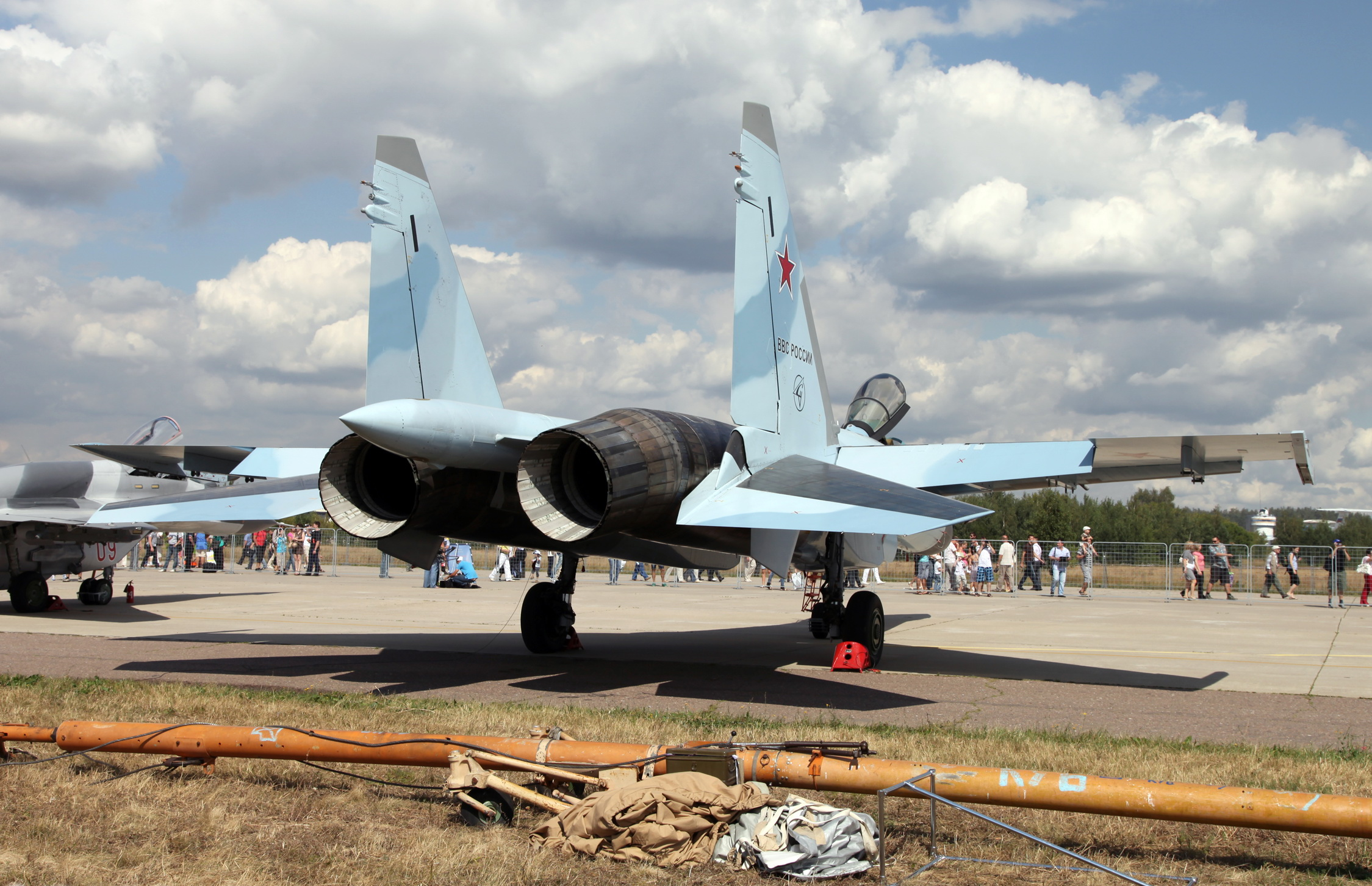
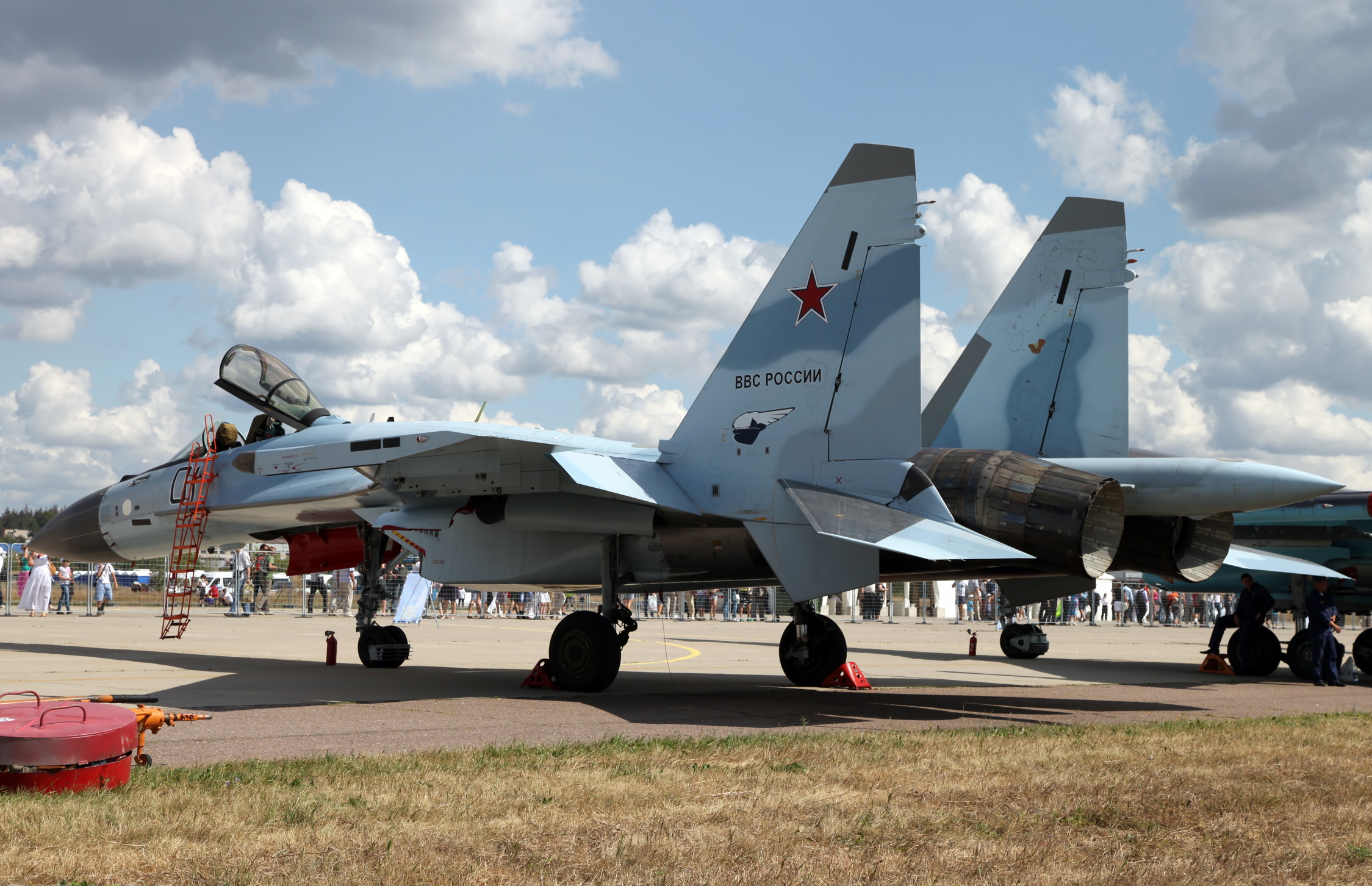
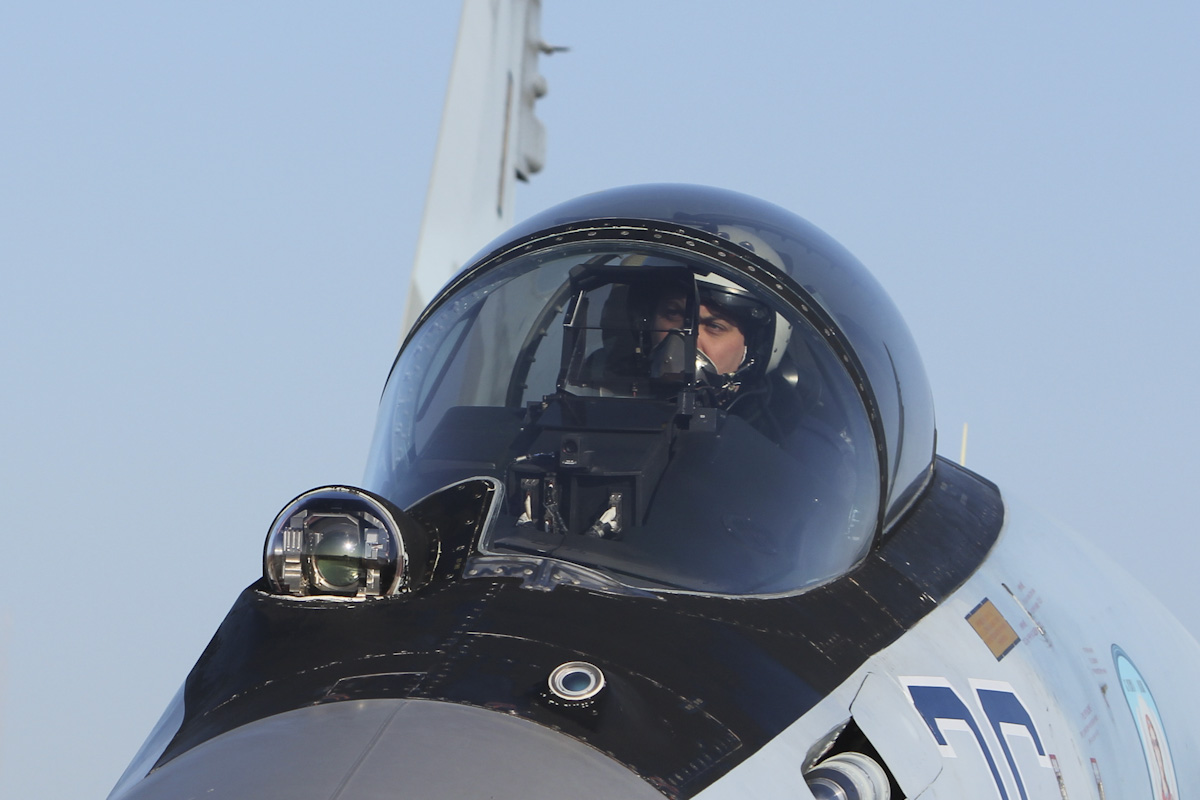
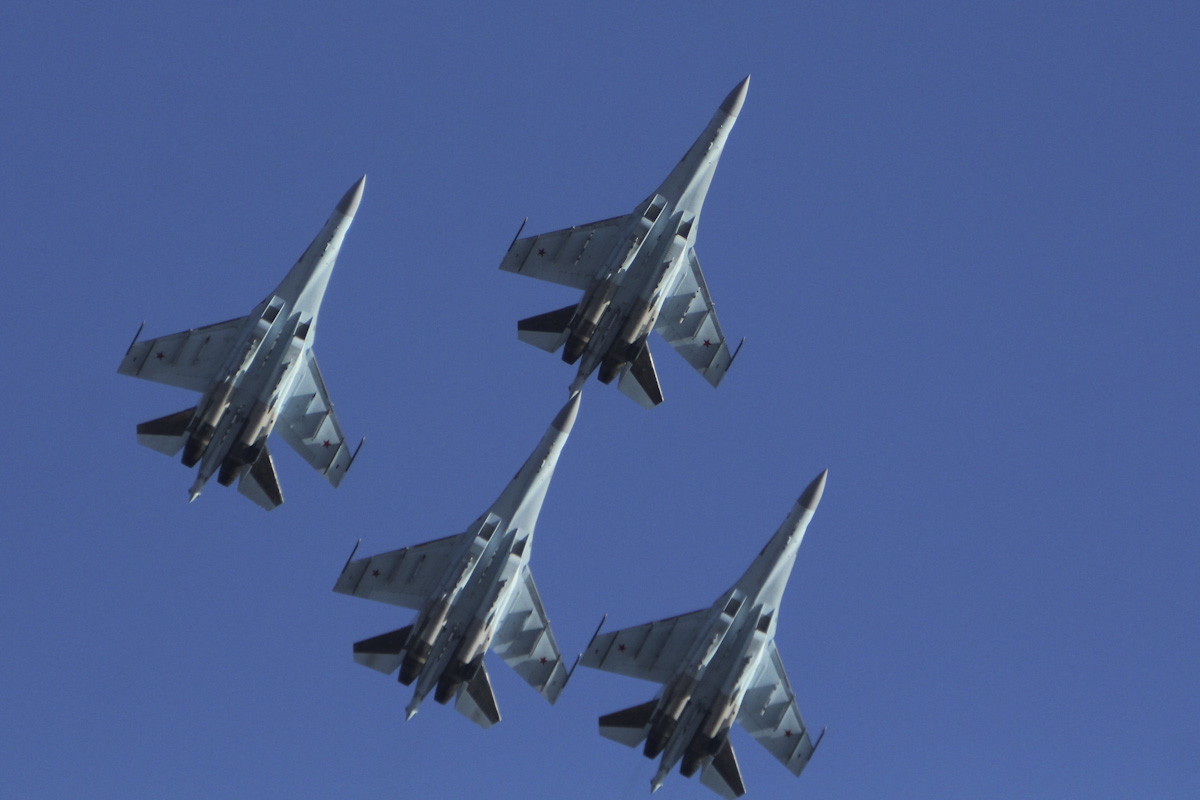

## Оценка истребителя
National Interest назвал Су-35 первым в списке самого опасного вооружения России при гипотетическом конфликте с США, по мнению экспертов издания, Су-35 — «экстремально опасный» для любого самолёта НАТО. Эксперты отметили, что опасность Су-35 связана с очень большой загрузкой ракет «воздух-воздух» дальнего радиуса действия, возможностью пуска ракет на сверхзвуковой скорости, сверхманёвренностью и мощными средствами радиоэлектронной борьбы. National Interest называет Су-35 чрезвычайно опасным противником для любого американского истребителя, за исключением F-22 Raptor.
После непосредственного контакта Су-35 с американскими F-22 над Аляской 11 сентября 2018 года военный обозреватель издания Business Insider обратил внимание на преимущества Су-35 перед американским истребителем 5-го поколения. Алекс Локи отметил большее количество ракет и лучшую манёвренность, при этом F-22 менее заметен для радаров.

## Именные самолёты
- 13 августа 2016 года имя Героя Советского Союза Ивана Горбунова присвоено самолёту Су-35С с бортовым номером 23-го истребительного авиационного полка, дислоцированного на аэродроме Дзёмги[87].